# Shantou
Shantou, nach Post Swatow (chinesisch 汕頭市 / 汕头市, Pinyin Shàntóu shì, Jyutping Saan3tau4 Si5), ist eine bezirksfreie Stadt in der Provinz Guangdong in der Volksrepublik China. Shantou liegt am südchinesischen Meer an der Grenze zur Provinz Fujian. Der Wendekreis des Krebses verläuft durch die Stadt. An folgender Stelle ist ein vergrößerter Globus als Hinweis aufgestellt: ⊙. Dies befindet sich außerhalb des Stadtzentrums. Shantou hat ein subtropisch-maritimes Klima mit einer Durchschnittstemperatur von 21,3 °C. Das Verwaltungsgebiet der Stadt hat eine Fläche von 2.248 km² und 5.502.031 Einwohner (Stand: Zensus 2020).

## Administrative Gliederung

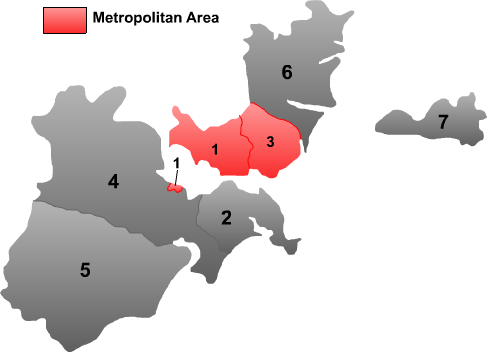
Administrative Gliederung der bezirksfreien Stadt Shantou

Auf Kreisebene setzt sich Shantou aus sechs Stadtbezirken und einem Kreis zusammen. Diese sind (Stand: Zensus 2020):
- (1) Stadtbezirk Jinping (金平区), 146,2 km², 777.024 Einwohner, Zentrum, Sitz der Stadtregierung;
- (2) Stadtbezirk Haojiang (濠江区), 179,9 km², 269.471 Einwohner;
- (3) Stadtbezirk Longhu (龙湖区), 119,4 km², 630.749 Einwohner;
- (4) Stadtbezirk Chaoyang (潮阳区), 664,9 km², 1.654.276 Einwohner;
- (5) Stadtbezirk Chaonan (潮南区), 596,4 km², 1.231.638 Einwohner;
- (6) Stadtbezirk Chenghai (澄海区), 429,4 km², 874.444 Einwohner;
- (7) Kreis Nan’ao (南澳县), 112,2 km², 64.429 Einwohner, Hauptort: Großgemeinde Houzhai (后宅镇).

## Sonstiges
Shantou ist eine wichtige Hafen- und Industriestadt in Südchina sowie eine der ersten vier Sonderwirtschaftszonen des Landes.
Shantou hat ebenso wie das benachbarte Chaozhou besondere Beziehungen nach Thailand, da ein Großteil der dortigen chinesischstämmigen Bevölkerung aus der Gegend von Shantou stammt.
Der Asteroid (3139) Shantou trägt seit 1990 den Namen der Stadt.

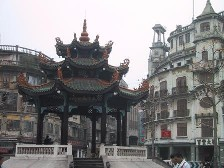
Die Altstadt von Shantou
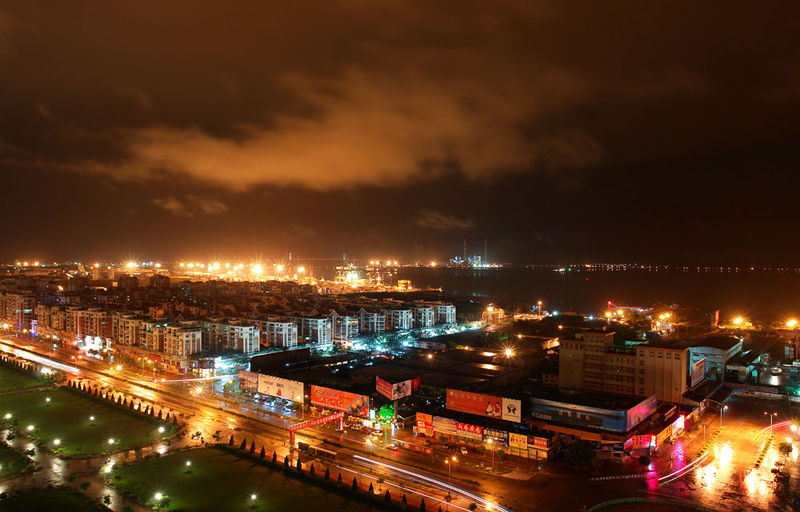
Hafengebiet
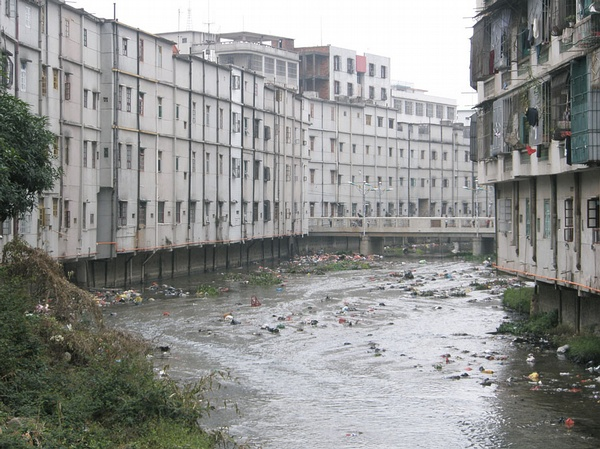
Umweltverschmutzung im Stadtbezirk Chaonan

## Städtepartnerschaften
- Kishiwada, Japan, seit 1990
- Saint John, Kanada, seit 1997
- Cần Thơ, Vietnam, seit 2005
- Johor Bahru, Malaysia, seit 2011

## Söhne und Töchter der Stadt (Auswahl)
- Teresa Hsu Chih (1898–2011), Sozialarbeiterin
- Watchman Nee (1903–1972), Prediger
- Lim Por-yen (1914–2005), Unternehmer (Hongkong)
- Tan Howe Liang (1933–2024), Gewichtheber
- Lin Shusen (* 1946), Politiker
- Shing-Tung Yau (* 1949), Mathematiker
- Kent Cheng (* 1951), Schauspieler (Hongkong)
- Li Deliang (* 1967), Wasserspringer
- Huang Guangyu (* 1969), Unternehmer
- Yao Zhenhua (* 1970), Unternehmer
- Sammi Cheng (* 1972), Sängerin (Hongkong)
- Chen Qiufan (* 1981), Science-Fiction-Autor, Kolumnist und Drehbuchautor
- Chen Peina (* 1989), Windsurferin und Olympionikin
- Xiao Yuyi (* 1996), Fußballspielerin